# Ga Phú Thụy
Ga Phú Thụy là một nhà ga xe lửa tại xã Dương Xá huyện Gia Lâm, thành phố Hà Nội. Nhà ga là một điểm của đường sắt Hà Nội - Hải Phòng và nối với ga Cầu Bây với ga Lạc Đạo.